# إدوارد بامبيرغر
إدوارد بامبيرغر هو سياسي فرنسي، ولد في 25 سبتمبر 1825 في ستراسبورغ في فرنسا، وتوفي في 8 يوليو 1910 في باريس في فرنسا. انتخب نائب فرنسي.